# Caphodus panamensis
Caphodus panamensis är en insektsart som beskrevs av Rauno E. Linnavuori och Delong 1977. Caphodus panamensis ingår i släktet Caphodus och familjen dvärgstritar. Inga underarter finns listade i Catalogue of Life.